# Війна ардієїв з греками
Війна ардієїв з греками – боротьба у 231-229 роках до н.е. іллірійської держави ардієїв з коаліцією грецьких міст та союзів. Почалась як складова частина Деметрієвої війни.

Мапа північно-західної Греції. На якій позначені згадані у статті Керкіра, Фініка, Антигонія, Аполлонія, Епідамн, а також Амфілохія та Амбракія

## Початок бойових дій
На початку 230-х років до н.е. зазіхання Етолійського союза на північну Акарнанію, котра належала епірському царю, призвели до початку Деметрієвої війни, в якій на боці епіротів виступив правитель Македонії Деметрій II. Після того, як близько 233 р. до н.е. в Епірі скинули династію Еакідів та перейшли до республіканської форми правління, етолійці відновили свій натиск та змогли зайняти території навколо Амбракійської затоки, включаючи розташовані на схід та північ від неї область Амфілохію та місто Амбракію. Водночас південніше від затоки вони зустріли сильний спротив з боку акарнанського міста Медіон та взяли його в облогу (231 р. до н.е.). Оскільки Деметрій II на той час не мав змоги допомогти медіонянам, він за допомогою грошей переконав втрутитись царя іллірійської держави ардієїв (займала території сучасних північної Албанії, Чорногорії та Герцеговини) Агрона. Війська останнього з'явились під Медіоном та завдали важкої поразки етолійцям.

## Кампанія 230 р. до н.е.
Невдовзі після цього Агрон помер, проте його дружина Тевта продовжила війну. Заохочена захопленою під Меідоном здобиччю, вона спорядила нову ескадру, котра спустилась значно далі на південь та спустошила прибережні області Еліди та Мессенії (західне узбережжя півострова Пелопоннес). 
На зворотному шляху іллірійці підійшли до епірського порту Фініке, в якому стояв гарнізон із 800 найманих галатів (за твердженням Полібія, до того вони вже зрадили карфагенян, а опинившись на стороні римлян завдали їм клопоту та одразу після завершення війни були вислані з країни). Домовившись із галатами, іллірійці захопили Фініке з першого ж нападу.

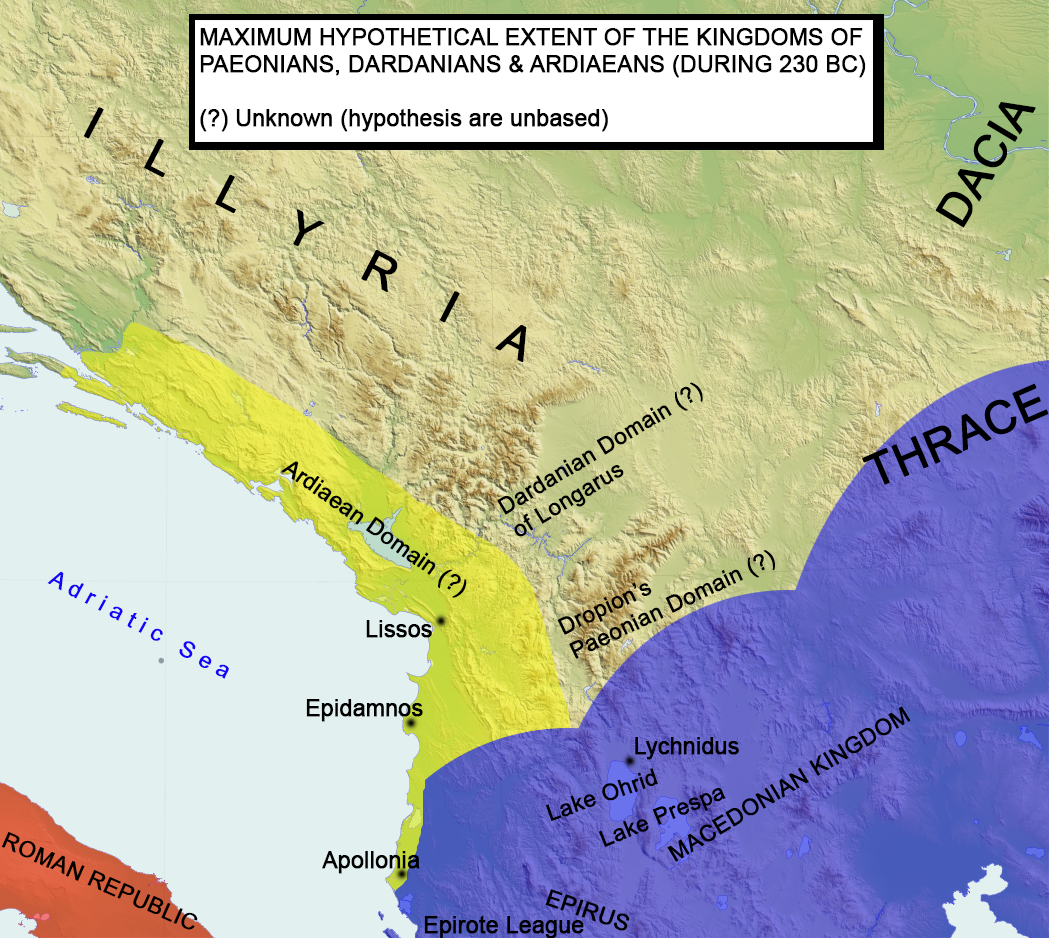
Ймовірна територія держави ардієїв близько 230 р. до н.е.

Епірці зібрали свою армію та підійшли до Фініке, де отаборились під прикриттям річки, на якій розібрали міст. З іншого боку сюди прямувала по узбережжю іллірійська армія чисельністю 5 тисяч воїнів під командуванням Скердилаїда. Епіроти відрядили частину свого війська в приморське місто Антигонія, повз яке повинні були пройти іллірійці, при цьому інші залишались в таборі біля Фініке та поводилися доволі безтурботно. Скердилаїд, дізнавшись про розділення сил ворога, здійснив нічний перехід та, поклавши на опори моста доски, переправився через річку. З настанням дня почалась битва, котра завершилась поразкою епіротів. Багато з них загинуло, ще більше потрапило у полон, інші ж втекли.
Після цього епіроти звернулись за допомогою до Етолійського та Ахейського союзів, котрі вислали сюди допоміжні загони. Армія Скердилаїда зустрілась з ними, первісно маючи намір дати битву, проте в цей час у державі ардієїв почалось повстання і цариця Тевта закликала свого воєначальника до повернення. Сторони уклали перемир'я, за умовами якого іллірійці отримали викуп за вільнонароджених полонених та Фініке, після чого вирушили додому – частина морем, а Скердилаїд знову по узбережжю повз Антигонію. 

## Кампанія 229 р. до н.е.
Зазнавши перед тим сильного удару, епіроти вступили в союз з іллірійцями, крім того, так само вчинили і акарнанці. Як наслідок, тепер ардієї обрали своєю ціллю грецькі міста на адріатичному та іонійському узбережжях. Одна з їх ескадр зайшла до гавані Епідамна (тепер Дуррес) під приводом необхідності запастись водою та продовольством. Сховавши зброю в ємності для води, іллірійці раптово напали на охорону та заволоділи воротами. Сюди ж до них підійшла з лодій допомога, що дозволило заволодіти значною частиною оборонних мурів. Втім, містяни відважно захищались та змогли витіснити нападників з Епідамна. 
Інша іллірійська ескадра одразу була спрямована проти острова Керкіра. Коли до неї приєднались судна, що відійшли від Епідамна, іллірійці розпочали облогу Керкіри та довели захисників до складного положення. Керкіряни разом з мешканцями Епідамна та Аполлонії (ще одне місто на Адріатичному узбережжі, між Антигонією та Епідамном) звернулись по допомогу до грецьких союзів. Останні надіслали десять ахейських кораблів, котрі вступили в битву з іллірійцями та акарнанцями при Паксах (південніше Керкіри), проте зазнали поразки. Керкіра ще певний час витримувала облогу, проте у підсумку капітулювала та допустила в місто іллірійський гарнізон на чолі з Деметрієм Фарським.
Одразу після цього ардієї повернулись до Епідамна та обложили його. Втім, у цей момент проти них виступили римляни (Перша Іллірійська війна), що кардинально змінило подальший хід подій.

## Див.також
Деметрієва війна
Іллірійські війни
Облога Медіона
Битва при Паксах